# كاثرين بيكر
كاثرين بيكر (بالألمانية: Kathrin Becker)‏ هي أمينة متحف ألمانية، ولدت في 1967.